# Heart-Shaped Box
„Heart-Shaped Box“ je píseň americké grungeové skupiny Nirvana, jejímž autorem je Kurt Cobain. Vyšla na stejnojmenném singlu roku 1993 k albu In Utero.
Cobain skladbu napsal na přelomu let 1992 a 1993. Podle jeho slov byla píseň inspirovaná dokumentem o dětech s rakovinou.[zdroj⁠?!] Cobaina k sepsání skladby inspiroval dárek od jeho pozdější manželky Courtney Love z roku 1990 – krabička ve tvaru srdce (anglicky: heart-shaped box). Cobainův životopis Těžší než nebe o tomto dárku uvádí: „(…) poslala mu [Courtney] jako dárek krabičku ve tvaru srdce. Byla v ní porcelánová panenka, tři usušené růže, miniaturní čajový šálek a nalakované mořské mušle. Krabičku potaženou hedvábím s krajkovým lemováním zakoupila ve starožitnostech Geralda Katze v New Orleansu, a než ji Kurtovi poslala, jako magické zaklínadlo do ní vetřela svůj parfém.“